# Illa de Miravet
L'Illa de Miravet és una illa fluvial del riu Ebre, un dels espais del complex de zones humides de les Illes de l’Ebre. Es troba al marge dret de l’Ebre, davant del castell de Miravet, però a l’altra riba. L’illa abasta unes 20 hectàrees de superfície i enfront de la seva part central hi desemboca la riera del Comte.
La zona d’aigües lèntiques que queda entre l’illa i el marge dret de l’Ebre és rica en llims i nitrogen, i s'hi desenvolupen herbassars d'herba presseguera (Polygonum persicaria) i creixenars amb créixens bords (Apium nodiflorum), créixens vers (Nasturtium officinale) i Veronica (anagallis-a quatica). A la zona on desemboca la riera del Comte s'hi fa una albereda ben desenvolupada. Tanmateix l’illa destaca per un extensíssim tamarigar que, de fet, li dona nom (localment es coneix com l’illa del Tamarigar). Es tracta d’un dels tamarigars més extensos del país. De forma aïllada es troben alguns salzes (Salix alba) i àlbers (Populus alba). Com a hàbitat d’interès comunitari també destaca la presència de glaucion flavi.
Pel que fa a la fauna, l’illa acull nombroses poblacions d'ardèids, corbs marins i altres ocells. I és que el conjunt de les illes fluvials de l’Ebre representen un rosari de biòtops-pont que faciliten el desplaçament de multitud d’ocells de zones humides, des dels aiguamolls litorals-majoritàriament el delta de l’Ebre-, vers l’interior de la península Ibèrica. Així mateix, cal indicar que com a espai del PEIN "Illes de l’Ebre" es localitzen poblacions de la nàiade Margaritifera auricularia, un mol·lusc bivalve en perill d’extinció a tot Europa.
Tot i que el seu estat de conservació és bo i no s'identifiquen impactes específics sobre l'espai, la problemàtica ambiental que podria tenir l'espai en un futur serà molt semblant a la resta d’espais del complex de zones humides de les Illes de l’Ebre.